# گیتا اشر
گیتا اشر (آلمانی: Gitta Escher؛ زادهٔ ۱۸ مارس ۱۹۵۷) ژیمناست هنری اهل آلمان بود.
وی در مسابقات کشوری و بین‌المللی در مجموع برندهٔ ۱ مدال برنز شده‌است.